# Autossuficiência
Autossuficiência refere-se ao estado de não necessitar de qualquer ajuda, apoio ou interação de outros, para sobreviver.
É por isso um tipo de autonomia.
Numa escala maior, uma economia totalmente autossuficiente é chamada de autarquia.
O termo autossuficiência é habitualmente usado para certos tipos de vida sustentável, em que nada é consumido para além daquilo que é produzido pelos indivíduos autossuficientes.
O termo também pode ser aplicado a formas limitadas de autossuficiência. Por exemplo, produzir a sua própria comida ou ser economicamente independente de subsídios estatais.
Em instalações elétricas, o termo é definido como o rácio entre a quantidade de energia localmente produzida que é localmente consumida e o consumo total de energia. É uma métrica que permite medir o grau de independencia de uma instalação elétrica em relação à rede elétrica.